# Party of Five
Party of Five es  es una serie de televisión estadounidense de drama familiar y para adolescentes creada por Christopher Keyser y Amy Lippman que se emitió originalmente en FOX del 12 de septiembre de 1994 al 3 de mayo de 2000, con un total de seis temporadas que constan de 142 episodios. La serie contó con un elenco liderado por Scott Wolf como Bailey, Matthew Fox como Charlie, Neve Campbell como Julia y Lacey Chabert como Claudia Salinger, quienes con su hermano pequeño Owen (interpretado por varios actores) constituyen cinco hermanos a quienes la serie sigue tras la pérdida de sus padres en un accidente automovilístico. Los coprotagonistas notables incluyeron a Scott Grimes, Paula Devicq, Michael Goorjian, Ben Browder, Jeremy London y Jennifer Love Hewitt. Si bien está categorizada como una serie dirigida a adolescentes y adultos jóvenes, Party of Five exploró varios temas para adultos, incluido el abuso doméstico y de sustancias, el embarazo adolescente, las enfermedades mentales, el cáncer y los efectos a largo plazo de la pérdida de los padres.
A pesar de recibir críticas positivas de los críticos de televisión después de su debut, incluida TV Guide que la nombró «El mejor programa que no estás viendo» en 1995, la serie sufrió bajos índices de audiencia durante su primera y segunda temporada, durante las cuales surgieron especulaciones de que pronto sería cancelado. En 1996, Party of Five ganó el Globo de Oro a la mejor serie de televisión dramática, tras lo cual los índices de audiencia y la popularidad aumentaron durante la mayor parte del resto de la serie.
Un spin-off, Time of Your Life, protagonizado por Hewitt, debutó en la cadena en 1999 y fue cancelado después de una temporada.

## Sinopsis
La serie, ambientada en San Francisco, se centra en los cinco hermanos de la familia Salinger, quienes quedan huérfanos luego de que sus padres (Nicolas y Diana) fallecieran en un accidente automovilístico con un conductor ebrio. Charlie (Matthew Fox), es el mayor, con 24 años, recibe la responsabilidad de ser el nuevo jefe de la familia; Bailey (Scott Wolf) de 16 años, es responsable y a la vez rebelde; Julia (Neve Campbell) de 15 años, es sensible e inteligente; Claudia (Lacey Chabert) de 11 años es una talentosa niña prodigio, y Owen es el bebé. En el episodio piloto son introducidos también tres personajes importantes para los Salinger: Kirsten Bennett (Paula Devicq), como la niñera de Owen que luego lleva una relación con Charlie y llega a ser parte de la familia durante casi toda la serie; Joe Mangus (Tom Mason), amigo y socio de Nicolas Salinger, quien maneja el restaurant de la familia y Ross Werkman (Mitchell Anderson), violinista profesional, amigo y tutor personal de violín de Claudia. 
Los hermanos tienen una cena semanal en el restaurant de la familia para mantenerse unidos. En Salinger's, Charlie comienza trabajando como camarero y luego como manager, siendo la principal fuente de ingreso para la familia. Los problemas que enfrentan los Salinger lo largo de los años son cáncer, alcoholismo, uso de drogas, infertilidad, adopción, embarazo adolescente, efectos a largo plazo de la pérdida de sus padres, depresión, violencia, negligencia, dislexia, entre otros.
El progreso de la serie se realiza a través de las relaciones amorosas, puntos que hicieron la aparición de nuevos personajes, incluyendo: Michael Goorjian como Justin Thompson (desde episodio 4), amigo y novio intermitente de Julia; Jennifer Love Hewitt como Sarah Reeves (desde 2.ª temporada), la novia intermitente de Bailey; Jeremy London como Griffin (desde final de 1.ª temporada), el novio y por un tiempo esposo de Julia; Jennifer Aspen como Daphne Jablonsky (desde final temporada 4), quien tiene una breve relación con Charlie y tiene a su hija Diana; entre otros.

## Reparto

### Protagonistas
- Matthew Fox es Charlie Salinger (24-30 años): el hermano mayor que lucha por vivir su propia vida en el reacio papel de tutor legal de sus hermanos y hermanas. Un joven inmaduro e inseguro, abandonó la universidad y estaba planeando reinscribirse cuando la muerte de sus padres lo convirtió en el tutor legal de sus hermanos. Fue estudiante de Arquitectura y hace trabajos de carpintería, remodelación y arreglo de muebles, sillas, etc. Eventualmente trabaja en el restaurant de su padre junto a Joe. En la cuarta temporada, le diagnostican la Enfermedad de Hodgkin, que supera en compañía de su familia. Lleva una relación profunda e intermitente con Kirsten Bennett a lo largo de la serie y finalmente se casa con ella en el primer episodio de la sexta temporada. En la quinta temporada tiene una hija (Diana) con Daphne Jablonsky, con quien llevaba un mes saliendo. Inicialmente, por las dudas de Daphne sobre ser madre, él se encarga del cuidado de Diana, con ayuda de Kirsten y Claudia, dejando a Owen a cargo de Bailey. Durante la temporada 6, mientras vive con su esposa y Diana, trabaja como manager de una fábrica de muebles. Al final, espera un hijo de Kirsten y Owen regresa con ellos.
- Scott Wolf es Bailey Salinger (16-22 años): el segundo hermano que se ve obligado a crecer rápido después de la muerte de sus padres. Muchas veces se hace cargo de los problemas de Charlie y se encarga de mantener unida a la familia. Es más cercano a Claudia, mientras que con Charlie y Julia suelen discutir. Durante gran parte de la serie, lleva una relación sentimental intermitente con Sarah Reeves. En la tercera temporada, tras mudarse a un dormitorio de la universidad, junto a una compañera llamada Callie Martel, comienza a sufrir problemas con el alcohol. Tras recuperarse, abandona la universidad y se vuelve manager del restaurant de la familia, sucediendo a Charlie. En la temporada 4, establece una relación con Annie Mott, una madre soltera que también tuvo problemas con el alcohol. En la quinta temporada, mientras vive con Sarah en un loft, pelea por la custodia de Owen contra Charlie, al considerar que su hermano lo descuidó por la llegada de Diana. Luego de que Sarah se va a Nueva York, tiene una relación breve con Holly Beggins, una estudiante inglesa de medicina. Más tarde, deja el restaurant y desarrolla interés en la administración de empresas y comercios.
- Neve Campbell es Julia Salinger (15-21 años): adolescente muy inteligente y emocionalmente sensible que lucha por adaptarse a ser huérfana y tener más responsabilidades familiares. En la primera temporada, busca alejarse del papel de estudiante modelo y se hace rebelde, fallando en clase y generando discusiones con Charlie. Suele ayudar a Bailey en sus tareas escolares y también está presente para Claudia mientras ella pasa su adolescencia. A lo largo de la serie se muestra como la más necesitada de la presencia de su madre. Durante su tiempo en la escuela, tiene dos relaciones estables, primero con Justin Thompson y luego con Griffin Holbrook (con quien estuvo casada un tiempo, durante las temporadas 4-5). Después de terminar la escuela se toma un año, haciendo distintos trabajos, antes de entrar a la universidad, en Stanford en la quinta temporada. Durante la temporada 5 lleva una relación complicada y abusiva con un compañero de Stanford, Ned Grayson. Tiene talento para escribir, llegando a ser su especialidad. En la sexta temporada se transfiere de universidad y comienza a escribir un libro.
- Lacey Chabert es Claudia Salinger (11-17 años): una violinista talentosa que lucha por construirse una vida para sí misma y también por lidiar con ser huérfana. Heredó el talento de su madre como violinista. Tiene una buena relación con su tutor de violín Ross Werkman (Mitchell Anderson). Forma lazos fuertes con cada uno de sus hermanos, incluso con Kirsten. Ella fue la primera de los Salinger que intentó buscar a su abuelo materno Jake Gordon y la que más quiso que sea parte de la familia. En la temporada 2, busca ser una chica normal, por lo que deja temporalmente la práctica de violín y se hace amiga de Jody, una alumna rebelde. En la cuarta temporada, con Charlie enfermo, Julia trabajando y viviendo con Griffin y Bailey afuera y manejando el restaurant, se siente abandonada y dejada por su familia. Por ello, en la quinta temporada se va a un internado en la costa este, pero vuelve a San Francisco tras sentirse sola y extrañar a su familia. Sale por un breve tiempo con Cody, un guitarrista de una banda local y más tarde, tiene una relación con Todd, un compañero violinista. Al final de la sexta temporada, es aceptada en la Academia Juilliard.
- Paula Devicq es Kirsten Bennett Salinger (temporadas 1-2, 5-6, recurrente en temporadas 3-4): estudiante graduada de 24 años de Psicología infantil que es contratada como niñera de Owen y se involucra románticamente con Charlie. Tiene una hermana llamada Meg (invitada Leslie Hope, 1 episodio), que vive en Chicago. Llega a ser parte de la familia desde la primera temporada cuando se muda a la casa de los Salinger. Cuida a Owen como si fuera su propio hijo y también forma un lazo fuerte con Claudia. En la tercera temporada, luego de perder su trabajo y su Phd, sufre depresión, por lo que sus padres se la llevan a su casa en Chicago para cuidarla. En la cuarta temporada, vuelve a San Francisco y acompaña a Charlie mientras padece la enfermedad de Hodgkin, a pesar de estar casada con Paul, un neurólogo. En la temporada 5, actúa como niñera de Diana y se divorcia de Paul, ya que él no quiere tener hijos. Eventualmente, vuelve con Charlie y se mudan juntos (y con Diana) a un departamento. Se casan en el primer episodio de la sexta temporada y más tarde, queda embarazada de su hijo. Al final, Owen vuelve a vivir con ellos en su nuevo hogar.
- Scott Grimes es Will McCorkle (temporadas 1-2, 6, recurrente en temporadas 3-4-5): El mejor amigo de Bailey de la escuela secundaria. En la temporada 2 se involucra brevemente con Sarah pero luego deja que ella y Bailey estén juntos. Al principio de la tercera temporada, se marcha a la universidad en la costa este. Visita San Francisco numerosas ocasiones y vuelve temporalmente para la temporada 6.
- Michael A. Goorjian es Justin Thompson (temporada 2, recurrente en temporadas 1-3-4-5-6): Amigo de Julia, y luego novio intermitente, durante la serie. En la cuarta temporada, es aceptado en la universidad de Yale. Visita regularmente la casa de los Salinger, ya que es conocido desde pequeño por la familia, incluso sus padres tenían buena relación con Diana y Nicolas Salinger. En la sexta temporada, tiene un breve matrimonio con una compañera de universidad llamada Laura, pero luego se divorcia para estar con Julia.
- Jennifer Love Hewitt es Sarah Reeves (temporadas 2-5, recurrente en temporada 6): La novia sensible e intermitente de Bailey de la escuela secundaria que lucha por "encontrarse a sí misma" después de descubrir que fue adoptada. Tiene la misma edad de Julia y llegan a ser amigas. En la cuarta temporada, va a la universidad de Berkeley. En la quinta temporada, se muda con Bailey y pasa más tiempo con Owen y Claudia. Después de tres episodios en la temporada 6, y al no querer comprometerse con Bailey, este personaje dejó la serie y protagonizó el spin-off llamado Time of Your Life en Fox Network. Esta nueva serie trata de la nueva vida de Sarah en Nueva York, mientras busca a su padre biológico. El show fue cancelado durante su primera temporada.
- Jeremy London es Griffin Chase Holbrook (temporadas 4-6, recurrente en las temporadas 2-3): Un adolescente de mal humor y con problemas con el que Julia sale, y luego se casa y se divorcia. Su padre es un militar retirado y su madre es enfermera. En la tercera temporada se une a la Marina estadounidense. Trabaja de forma intermitente en tiendas de motocicletas. Es el hermano mayor de Jill Holbrook (Megan Ward), quien fue novia de Bailey en la primera temporada. Tiene una relación más cercana con Claudia, mientras que con Charlie son más distantes. Este personaje fue caracterizado por James Marsden solo en el episodio 22 («The Ides of March»).
- Jennifer Aspen es Daphne Jablonsky (temporada 6, recurrente en temporadas 4 y 5): estríper a tiempo parcial y encargada de fiestas infantiles, que se involucra brevemente en una relación sentimental con Charlie luego de que éste supera la Enfermedad de Hodgkin. Al final de la temporada 4, queda embarazada de él y en la quinta temporada da luz a su bebé, nombrada Diana, como su abuela. Durante la temporada 5 tiene muchas dudas sobre ser madre por lo que deja a Diana a cargo de los Salinger, mientras que Kirsten actúa de niñera. Al final de la temporada regresa a San Francisco para cuidar y criar a su hija. En la temporada 6, se pone de novia con Luke, un militar de Texas y se mudan juntos. Al mismo tiempo, cuida de Diana, compartiendo la custodia con Charlie.
- Para el rol del joven, Owen Salinger, el personaje cambió de actor en tres ocasiones. Fue interpretado por Alexander y Zachary Ahnert en el piloto, Brandon Taylor y Porter como bebé, Andrew y Stephen Cavarno como preescolar, y Jacob Smith en las dos últimas temporadas. A pesar de que es el quinto miembro de la familia, al que hace referencia el nombre del show, ninguno de los actores que lo caracteriza aparece en los créditos iniciales de cada temporada. Si bien los cuatro hermanos se reparten el cuidado de Owen a lo largo de la serie (además de la niñera/o), Charlie y Kirsten actúan como los tutores/padres en las primeras temporadas, mientras que Bailey, Sarah y Claudia toman ese rol en las últimas. En la temporada 5 se revela que Owen padece dislexia. Al final de la serie, se va a vivir con Charlie, Kirsten y su hijo.

### Personajes recurrentes
- Tom Mason como Joe Mangus (recurrente durante toda la serie): socio y amigo de Nicolas Salinger, encargado del restaurant Salinger desde la muerte de Nicolas. Le da trabajo a Charlie y más tarde lo deja a cargo del negocio de la familia tras sufrir problemas cardíacos. También suele actuar como una figura paterna para los hijos de Nick. Estuvo casado por un tiempo con una mujer llamada Franny Steiner (invitada Anita Barone) y no tiene hijos. Al final, vuelve a trabajar en el restaurant cuando Bailey lo deja.
- Mitchell Anderson como Ross Werkman (recurrente en toda la serie): violinista profesional, amigo y tutor personal de violín de Claudia. Al final de la primera temporada, como padre soltero gay, adopta una bebé, a la que nombra Tess. Si bien Claudia deja de tocar el violín en algunas ocasiones, él siempre está dispuesto a escucharla y a volver a enseñarle cuando ella lo necesita.
- Cari Shayne como Nina DiMayo (temporadas 1-2): La amiga rebelde y extrovertida de Julia de la escuela secundaria.
- Jennifer Blanc como Kate Bishop (temporada 1): La primera novia de Bailey de la escuela secundaria. Es hija de padres separados y, tras conflictos con su padre (quien es estricto y exigente con ella), se va a un internado en la costa este.
- Michael Shulman como Artie Baum (temporada 1): amigo de Claudia de la escuela primaria que también es violinista.
- David Burke como Bill (temporada 1): Se encarga de cuidar a Owen, siendo su niñero cuando Kirsten no está disponible.
- Megan Ward como Jill Holbrook (temporada 1): La novia extrovertida y problemática de Bailey. Sufre problemas con las drogas, y tras una pelea con Bailey, se va a Los Ángeles por un breve tiempo.  Hermana menor de Griffin Holbrook. Su madre es enfermera y su padre es un militar retirado.
- James Sloyan como Avery Baltus (temporadas 1 y 3): Violinista profesional y amigo de Diana Salinger. Se interesa por la carrera musical de Claudia y también les da información a los Salinger sobre la relación de sus padres.
- Tim Conlon como Dudley (temporadas 1-2): Amigo de Charlie de la universidad.
- Kathleen Noone como Ellie Bennett (temporadas 2-3-6): La madre de Kirsten y Meg, esposa de Gene. Inicialmente es distante con Charlie, pero tras un conflicto con su esposo y una visita solitaria a la casa de los Salinger, su relación mejora. Tras la depresión de su hija, fue amigable con él, en comparación a su esposo.
- Nicholas Pryor como Gene Bennett (temporadas 2-3-6): El padre de Kirsten y Meg, esposo de Ellie. Al principio tiene una buena relación con Charlie e incluso le cuenta sus planes para luego de su jubilación, pero tras la depresión de Kirsten, se vuelve sobreprotector con ella, generando discusiones entre ambos.
- Marla Sokoloff como Jody Lynch (temporadas 2-3): La amiga rebelde de Claudia de la escuela secundaria.
- Alyson Reed como Mrs. Reeves (temporadas 2-3-4-5): La madre adoptiva de Sarah.
- Carroll O'Connor como Jake Gordon (temporadas 2-3): Abuelo materno de los Salinger (padre de Diana). Empresario retirado, abandonó a su hija Diana cuando era niña y un tiempo después tuvo otra hija de otra relación. Cuando se enteró de la muerte de Diana y de que tenía 5 nietos aceptó ser parte de la familia, aunque de forma recurrente. Se ofreció a pagar los estudios universitarios de Bailey y ayudó a salvar el restaurant de la familia de una inminente venta. Apareció por última vez en la Navidad de la tercera temporada (1996), cuando le confesó a Charlie que tenía cáncer y dejó a sus nietos para que no lo vieran morir lentamente.
- Brenda Strong como Kathleen Ishley (recurrente temporada 2): empresaria y productora de televisión con quien Charlie salió brevemente. Amenazó con comprar y cerrar el restaurant de la familia después de que Charlie terminó la relación.
- Alexondra Lee como Callie Martel (recurrente temporada 3): compañera de cuarto de la universidad de Bailey. Tuvo una relación intermitente con Bailey durante la temporada, incluso mientras éste salía con Sarah, lo cual influyó en el alcoholismo de Bailey. Fue acreditada en el reparto principal en la mayoría de los episodios de la tercera temporada.
- Tamara Taylor como Grace Wilcox (recurrente temporada 3): trabajadora social que fue novia de Charlie durante un breve tiempo. También dirigió una exitosa campaña electoral para convertirse en concejal de la ciudad. No quería tener hijos, tuvo una mala relación con Claudia y fue indiferente con Owen, por lo cual Charlie terminó la relación.
- Ben Browder como Sam Brody (recurrente temporada 3): un trabajador de la construcción que se convierte en el novio de Julia durante un breve tiempo.
- Dan Lauria como Russ Petrocelli (recurrente temporada 3): Entrenador de lucha libre de Bailey durante su primer año en la universidad.
- Paige Turco como Annie Mott (recurrente temporada 4): Una madre soltera y separada que lucha por recuperarse del alcoholismo. Vivió con su hija en el mismo edificio en el que Sarah y Bailey trabajaron como managers. Fue novia de Bailey durante un tiempo y terminó la relación luego de que su esposo Jay (invitado John Slattery) y padre de Natalie (también con problemas de alcoholismo), se recuperó.
- Allison Bertolino como Natalie Mott (recurrente temporada 4); La pequeña hija de Annie y Jay.
- Tim DeKay como Dr. Paul Thomas (recurrente temporadas 4-5): Un médico neurólogo que fue esposo de Kirsten durante su estadía en Chicago y un tiempo mientras viven en San Francisco. Asistió ocasionalmente a Charlie cuando éste sufrió la Enfermedad de Hodgkin y también fue un poco celoso de la relación de Kirsten con la familia Salinger. Tras rehusarse a adoptar hijos, Paul y Kirsten se divorciaron. Un breve tiempo después, se encontró a Charlie en el hospital, le contó cosas que él no sabía de la depresión de Kirsten durante la temporada 3 y le dijo que deben estar juntos.
- Brenda Wehle como Dr. Stephanie Rabin (recurrente temporadas 4-5): Médica oncóloga de Charlie durante sus tratamientos contra el cáncer.
- Ross Malinger como Jamie Burke (recurrente temporadas 4-5): amigo de Claudia que resulta ser el hijo del dueño de un restaurante rival y con el que sale brevemente.
- Ever Carradine como Rosalie (recurente temporada 4): compañera de trabajo de Griffin, con la tiene un breve romance.
- Scott Bairstow como Ned Grayson (recurrente temporadas 5-6): El novio de Julia durante su primer año en Stanford, con quien llevó una relación abusiva y posesiva. Tuvo una relación similar con Maggie antes de que llegara Julia. Tiene un hermano autista.
- Heather McComb como Maggie (recurrente temporada 5): La amiga y compañera de cuarto de la universidad de Julia que salió con Ned antes que ella.
- Adam Scott como Josh Macon (recurrente temporada 5): Amigo y compañero de Julia en Stanford.
- Chad Todthunter como Cody (recurrente temporadas 5-6): El problemático novio de Claudia de la banda a la que se une con Griffin.
- Kyle Secor como Evan Stilman (recurrente temporada 6): editor de escritura de Julia con quien se involucra brevemente en una relación sentimental.
- Wilson Cruz como Victor (recurrente temporada 6): El amigo gay de Daphne que trabaja como niñero de su hija y luego trabaja como niñero de Owen para los Salinger.
- Maggie Lawson como Alexa (recurrente temporada 6): Animadora y amiga de Claudia de la escuela secundaria.
- Rhona Mitra como Holly Marie Beggins (recurrente temporada 6): estudiante británica de medicina que se convierte en novia de Bailey durante un tiempo.
- Charles Esten como Luke Sheppard (recurrente temporada 6): novio de Daphne y militar proveniente de Texas.
- Thomas Ian Nicholas como Todd Marsh (recurrente temporada 6): Novio de Claudia que trabaja como músico de sesión y también es violinista.

## Producción
La serie fue creada por el equipo de Christopher Keyser y Amy Lippman (equipo creador de Sisters) de la NBC, y productores de Columbia Pictures Television y High Productions. Fue distribuida por Columbia TriStar Domestic Television y Fox Network, mientras que las repeticiones de la serie son distribuidas por Sony Pictures Television.

## Lanzamientos en DVD
Sony Pictures Home Entertainment lanzó las 2 primeras temporadas de Party of Five en DVD en la región 1 por primera vez. La temporada 3 fue lanzada el 25 de marzo de 2008, más de dos años después del lanzamiento de la temporada 2. 
| Temporada                   | Región | Fecha de lanzamiento | N.º de ep. | Información adicional                                                                                              |
| --------------------------- | ------ | -------------------- | ---------- | --- |
| Primera temporada completa  | 1      | 4/5/2004             | 22         | Comentarios de protagonistas y creadores, "Party of Five: A Look Back" featurette, "Party of Five: A Family Album" |
| Primera temporada completa  | 2      | 25/9/2006            | 22         | Comentarios de protagonistas y creadores, "Party of Five: A Look Back" featurette, "Party of Five: A Family Album" |
| Segunda temporada completa  | 1      | 20/12/2005           | 22         | Comentarios de Jennifer Love Hewitt.                                                                               |
| Segunda temporada completa  | 2      | 3/9/2007             | 22         | Comentarios de Jennifer Love Hewitt.                                                                               |
| Tercera temporada completa  | 1      | 25/3/2008            | 25         | Sin comentarios especiales.                                                                                        |
| Tercera temporada completa  | 2      | No confirmada        | 25         | Sin comentarios especiales.                                                                                        |
| Cuarta temporada completa † | 1      | 5/3/2013             | 24         | Sin comentarios especiales.                                                                                        |
| Cuarta temporada completa † | 2      | No confirmada        | 24         | Sin comentarios especiales.                                                                                        |
| Quinta temporada completa † | 1      | 2/7/2013             | 25         | Sin comentarios especiales.                                                                                        |
| Quinta temporada completa † | 2      | No confirmada        | 25         | Sin comentarios especiales.                                                                                        |
| Sexta temporada completa †  | 1      | 1/10/2013            | 24         | Sin comentarios especiales.                                                                                        |
| Sexta temporada completa †  | 2      | No confirmada        | 24         | Sin comentarios especiales.                                                                                        |
| Serie completa              | 1      | 5/1/2016             | 142        | Sin comentarios especiales.                                                                                        |
| Serie completa              | 2      | No confirmada        | 142        | Sin comentarios especiales.                                                                                        |

† Lanzada como Manufacture on demand (fabricación por petición).